# Joel Chepkopol
Joel Chepkopol (* 1983) ist ein kenianischer Marathonläufer.
2010 stellte er beim Kassel-Marathon mit seiner persönlichen Bestzeit von 2:12:55 h einen Streckenrekord auf. Im Jahr darauf wurde er beim Regensburg-Marathon in Führung liegend fehlgeleitet. Daher kam er erst hinter dem Deutschen Stefan Groß ins Ziel und wurde gemeinsam mit diesem zum Sieger erklärt.
2013 gewann er in Australien den Great Ocean Road Marathon über 45 km.